# Famille de Scorailles
 (juin 2017).
Pour les articles homonymes, voir Escorailles (homonymie).
La famille de Scorailles ou de Scoralhas en occitan est une famille noble du midi de la France d'extraction chevaleresque, avec preuves remontant à 1168, originaire de la commune d'Escorailles en Haute-Auvergne qui donna de nombreuses branches.
La seule branche subsistante de cette famille est la branche de Sangruère qui se fixa au XVIe siècle en Agenais au château de Sangruère, à Villeneuve-sur-Lot et qui orthographie son nom Scorraille.

## Histoire
La famille de Scorailles, originaire du château d'Escorailles en Auvergne  a pour auteur présumé Bégon, comptour de ScorailIes, testant en 1030, dont le petit-fils Guy, chevalier croisé en 1096, fut le père de Bégon, testant en 1168, avec lequel commence la filiation prouvée et qui laissa entre autres Raoul et  Étienne.  
- Raoul fut l'auteur des comptours de Scorailles, éteints au début du XVe siècle[3].
- Étienne fut l'auteur de la ligne de Bourran éteinte au XVe siècle ou XVIe siècle selon Bernard Chérin, mais qui selon des auteurs du XIXe siècle se continua par la branche des seigneurs de Sangruère toujours représentée[3].

## Personnalités
Présumée (avant 1168)
- Raoul de Scorailles, évêque de Périgueux de 1001 à 1013. Il faut noter qu'à cette date, les noms de famille n'existaient pas, et que cet évêque était peut-être tout simplement originaire d'Escorailles. Cet évêque est nommé Raoul de Couhé dans les documents sur la succession apostolique de cet évêché.
- Gui et Raoul de Scorailles se croisent en 1096 et reviennent avec les chefs de Saint Côme et Saint Damien, qu'ils laissent à l'abbaye de Brageac.
- Bégon d'Escorailles, moine cistercien de l'abbaye d'Aubazine, premier abbé de l'abbaye de la Valette en 1143, qui avait été fondée sous forme de prieuré en 1130 sous l'autorité d'Étienne d'Obazine.

Issues de la filiation prouvée
- Géraud de Scorailles élu abbé de Tulle en 1153, décédé en 1188. L'abbaye bénédictine de Tulle contrôlait le pèlerinage de Rocamadour où les premiers miracles eurent lieu en 1148, et devenu sous son abbatiat un des premiers pèlerinages de la chrétienté.
- Matfred de Scorailles élu doyen du monastère de Mauriac en 1154, décédé à Rocamadour en 1188. Il a fait construire l'église de Brageac.
- Jourdain de Scorailles L'un des champions de combat singulier, qui devait terminer la querelle au sujet du château de Montaigu en Combrailles, entre les sires de Blot et de Bourbon en 1171. Le combat n'eut pas lieu à la suite d'un arrangement accepté par les parties, grâce à la médiation d'Henri II, roi d'Angleterre, en présence de Richard Cœur de Lion et d'Aliénor d'Aquitaine.
- Algayette de Scorailles épouse vers 1202 Henri Ier de Rodez, vicomte de Carlat, qui fit construire le château d'Entraygues. Les troubadours ont chanté sa sagesse et sa beauté.
- Durand de Scorailles, seigneur de Bourran, épouse en 1321 Aygline de Rodez, fille de Raymond, et de Catherine de Carlat. Il fait la souche de la branche de Scoraille de Bourran.
- Louis de Scorailles, combattit d'abord au service du duc Jean de Berry, dans les Flandres, dès 1410, puis du régent, sénéchal de Berry et de Limousin en 1420, il se distingue au service de Charles VII, contre les Anglais et les Bourguignons dans les combats de 1422 à 1427, capitaine de la grosse tour de Bourges, chambellan du roi Charles VII.
- François de Scorailles (v. 1490 - 1571), chevalier de l'ordre du Roi, s'est marié le 26 novembre 1525 avec Nine de Montal, fille d'Amaury, Amaury, seigneur de Laroquebrou et de Jeanne de Balzac d'Entraygues. Il quitta le vieux château de Scorailles pour faire bâtir celui de La Vigne.
- Marie-Angélique de Scorailles, duchesse de Fontanges, l'une des favorites du roi Louis XIV.
- Jean-Baptiste de Scorraille, adjoint au maire de Toulouse, conseiller départemental de la Haute-Garonne[4].

## Éléments de généalogie

### Branche principale
Cette branche, basée à l'origine au château d'Escorailles qui finit par tomber en indivision, produit d'abord une branche aînée, seigneurs aussi de Salins, Rihac, Sergiac, qui s'éteint en laissant la plupart de ses biens à la famille de Saint Chamans au milieu du XIVe siècle.
Par la suite, les descendants du puîné Raymond II de Scorailles deviennent seigneurs de Roussilhes et de Montpentier. Ils donnent naissance au XVe siècle à la branche de Scorailles-Claviers qui s'éteindra trois siècles plus tard dans la famille de Ribier.
Françoise de Scorailles est abbesse de Brageac en 1434. Six autres femmes de la famille de Scorraille seront abbesses de cette abbaye, qui accueillait les filles des familles nobles des environs.
La descendance de Raymond de Scorailles, comptour de Saignes en 1341, est à l'origine de la branche de La Gibaudière, en Berry, qui sera à l'origine de la branche de Bourgogne.
Plusieurs Etienne de Scoraille d'une branche puînée se succèdent jusqu'au mariage en 1354 d'Étienne VI de Scorailles avec Marie Fouchier de Sainte-Fortunade, dont la fille héritière Béatrix d'Escoraille épouse en 1369 Jean de Molceu ou Monceau, seigneur de Marcillac, qui est la souche des Molceu de Bar. Sans que le lien soit décrit de manière précise par les documents généalogiques reconnus, cette branche donne au XIIIe siècle le rameau de Bourran qui subsiste aujourd'hui.
La branche de Roussilhe devient à l'orée du XVIe siècle la branche ainée.

### Branche de Roussilhe en Limousin
Cette branche éteinte au XVIIIe siècle est établie au château de Roussilhe, commune de Lamazière Basse, non loin de celui de Ventadour, entre Neuvic et Égletons, en Haute-Corrèze. Elle commence avec :
- Raimon de Scorailles marié en 1324 à Moussages avec Marguerite de Grossaldet, dont le petit-fils:
- Louis II, comtour de Scorailles, seigneur de Roussilhe, marié en 1399 Geneviève de La Roche-Aymon, dont:
- Louis III, comtour de Scorailles, seigneur de Roussilhe, marié en 1438 avec de Louise de Dienne, dont:
- Marquès d'Escorailles (1441-1501), seigneur de Montpensier et de Roussilhe, qui se marie en 1488 avec Hélène de Salignac, fille d'Antoine et de Jeanne de Caumont[5],[6].
- Son fils François I de Scorailles fait bâtir le Château de La Vigne. Il épouse en 1525 Anne De Montal, d'où une descendance nombreuse, avec dans l'ordre les seigneurs d'Ally, les seigneurs de La Vialle, le marquis de Scorraille-Langhac par alliance avec la branche de Bourgogne, et la branche de Chanterelle (à Saint-Vincent-de-Salers). C'est de sa seconde union, légitimée avec Agnête Charles que descendront les branches de Mazerolles et de Salers.

(...)
- Louis VI de Scorailles, capitaine de la compagnie de Charlus, qui épouse en 1616 Guillemine de Fontanges, fille de Pètre-Jean et de Jeanne d'Hérail de Pierrefort de la Roüe, héritière de sa maison et de terres importantes en Carladès, dont :
  - Jean Rigal (ou Jean Rigaud) de Scorailles (ou d’Escorailles) (1622-1701), qui épouse le 27 janvier 1640 Aymée Éléonore de Plas (1625-1685)[7], dont neuf enfants :
    - Françoise d’Escorailles de Roussille
    - Jeanne d’Escorailles de Roussille (1655-1688)[8], abbesse de l'abbaye de Chelles de 1680 jusqu'à sa mort en 1688
    - Anne d’Escorailles de Roussille
    - Gaspard d’Escorailles de Roussille (+1691)
    - Jean Marc d’Escorailles de Roussille
    - Pierre Jean d’Escorailles de Roussille
    - Catherine Gasparde d’Escorailles de Roussille (1657-1736), demoiselle de Fontanges, qui épouse en 1/ Sébastien de Rosmadec (+1700), en 2/ Henri de Chabannes Curton (+1714), SP
    - Annet Joseph d’Escorailles de Roussille (1658-1701), qui épouse Marie-Charlotte de Pestel de Tubières de Lévis, dont postérité (branche éteinte)
    - Marie Angélique de Scorailles de Roussille, duchesse de Fontanges, (1661-1681)[9], SP

Branche éteinte.

### Branche du Carladès
Cette branche, issue de celle de Roussilhes, commence avec :
- François Ier de Scorailles, seigneur de Scorailles, Reilhac, de Chaussenac, de Montpensier, de Cologne à Naucelles, de La Vigne, chevalier de l'Ordre de Saint-Michel, marié en 1525 à Nine de Montal, fille d'Aymeri de Montal, seigneur de Laroquebrou, dont:
- François II de Scorailles, marié en 1560 avec Jacquette de Dienne, fille de François, bailli de Haute-Auvergne, et de Jeanne d'Aubusson de La Feuillade, dont:
- François III de Scorailles, marié en 1602 avec Jeanne de Saint-Chamans, qui donnent plusieurs branches qui se sont illustrées.

Le dernier descendant légitime de la branche aînée était dérogeant:
- Georges Descorailles, 22° comtour de Scorailles, né le 13 janvier 1800 au château de Vialle à Sexcles, cultivateur, boucher et maquignon, marié le 21 février 1841 à Sexcles avec Marie Galidie qui lui donne dix enfants dont aucune descendance mâle.

### Branche légitimée de Mazerolles et de Salers en Haute-Auvergne
Mazerolles est un château situé sur la paroisse de Salins en Haute Auvergne, et Salers une ancienne châtellenie, siège du bailliage des Montagnes d'Auvergne.
Cette branche, issue de celle de Roussilhe, est une branche légitimée. Elle commence avec :
- Guillaume de Scorailles de Mazerolles, fils naturel de François Ier de Scoraille, seigneur de Reilhac et d'Agneste Charles. Il fut légitimé par une bulle du pape Paul IV de 1556, et par des lettres patentes du roi Charles IX de France en 1561. Il épousa en 1576 à Drugeac Marie de Salers, fille de Christophe et d'Agnès de Baillac, d'une branche cadette. C'est son petit-fils, qui épousera l'héritière de la baronnie de Salers[10] :
- Annet Ier de Scorailles (1693), seigneur de Mazerolles, épouse à Mauriac (Cantal) en 1658 Diane-Madeleine de Salers, héritière de Salers, fille de François IV, seigneur de Chavarivières, et de Marguerite de Mossier.

1. Annet, chevalier, seigneur et baron de Salers, Mazerolles x (1658) Diane-Madeleine de Salers
  1. François (II), baron de Salers, gouverneur pour le roi du château de Crèvecœur x (1691) Marie-Françoise de Caissac-Sedaiges
    1. Anne II, marié à Marie-Magdeleine de Corn de Cayssac
      1. Marie-Françoise, mariée en (1764) en Jean-Baptiste, marquis de Naucaze

  2. Christophe, seigneur de Chaussenac, marié à (1698) Antoinette de La Farge.

### Branche du Berry puis de Bourgogne
Cette branche fut rapidement nombreuse. Elle donna de nombreux officiers au service du roi. Ses deux membres les plus connus furent :
- François Philippe de Scorraille, dit le marquis de Scorraille (1714), chevalier de Saint Louis, seigneur de la Barre (1678), seigneur de La Balme (18 février 1699), chevalier de Malte, né vers le 13 novembre 1666, château de Sauberthier, décédé le 16 février 1724, château de La Balme, colonel des dragons, puis maréchal de camp des armées du roi.
- Etienne Marie de Scorraille, dit le marquis de Scorraille, seigneur de La Balme, chevalier de Saint Louis (27 juin 1736), né le 29 août 1700, château de La Balme à Bouhans, décédé le 30 mai 1758, Paris, paroisse de Saint Jacques du Haut Pas, maréchal de camp en 1748, général des armées du roi en 1758.

La branche s'éteignant, ses biens passèrent par mariage entre de Scorraille, au marquis de Scorraille-Langhac, qui les dilapida, puis pour le restant, encore par mariage à la branche de Chanterelle.
Branche éteinte.
On peut voir dans l église de Villequiers (département du Cher) près de Baugy le nom de Jean de Scorraille sur une plaque listant les morts de la première guerre mondiale, ainsi qu'une plaque au nom de Damien de Scorraille (1912/1922).
Il s'avère que ces personnes sont issues de la branche de Sangruère ci-après, château où sont nés, entre autres, Jean (1875-1917), et Raymond de Scorraille (1867-1952), ce dernier marié en 1905 à Suzanne de Rolland-Dalon, héritière du château de Montfaucon à Villequiers, parents de Damien (1912-1922).

### Branche de Bourran en Rouergue
Cette branche commence avec la mariage de Géraud de Scorailles, chevalier, seigneur d'Aignac et de La Capelle, fils d'Étienne et d'Almodie d'Alboy, avec Agnès de Bourran, fille de Durand, héritière du château de Bourran (près de Rodez en Rouergue), qu'elle a conservé jusqu'au XVIIIe siècle.
- François de Scoraille, seigneur de Bourran, marié à Catherine de Careghe, fille de françois d'Escaffre, seigneur du Trioulou, et d'Anne de Gausserand, n'avait qu'une fille lorsqu'il mourut à Rodez le 18 mai 1572. Son frère cadet, Guyon de Scorailles, capitaine de 50 hommes d'armes, qui était gouverneur de Villeneuve-sur-Lot où il a contracté alliance avec marie de Capdenac, est l'auteur de la branche subsistante de Sangruère.
- Gabrielle de Scoraille, dame héritière de Bourran, qu'elle apporta en dot en se mariant en 1553 avec Jean de Bonafos, fils de Guillaume Bonafos et de Françoise de La Pérède. Ils eurent six enfants, dont :
- François de Bonnafos de Scoraille, il hérita de la seigneurie de Bourran, que sa descendance conserva jusqu'à :
- Marie-Anne de Bonnafos-Bourran, mariée en 1712 avec Pierre de La Panouse du Colombier, fils de Pierre et d'Antoinette de Moly, qui vendit les château et domaine de Bourran le 26 décembre 1756 à M. Antoine Carcenac, bourgeois de Rodez.

Branche éteinte.

### Branche de Sangruère dans l'Agenais
Cette branche, dont l'orthographe actuelle est Scorraille, est issue de celle de Bourran et établie au XVIe siècle au château de Sangruère, à Villeneuve-sur-Lot.
Branche subsistante.

### Branche de Scorailles-Langhac
Cette branche issue de la branche ainée, reçut en héritage des biens de la branche de Bourgogne par mariage avec sa dernière survivante, Adélaïde Catherine Josèphe de Scorraille née en 1767. Elle avait ses biens en Bourgogne où elle était propriétaire des foires de la Balme à Bouhans, d'où elle tirait un revenu important. Raoul de Scorailles (1813-1880) fut louvetier dans le département de Saône-et-Loire entre 1850 & 1870.
Branche éteinte.

### Branche de la Vialle
Jean de Scorraille, décédé en 1680, a laissé de son premier mariage avec Madeleine de Vigier une branche aînée, seigneurs de la Vialle .
devenue Descorailles après la révolution. Cette branche qui avait abandonné sa noblesse s'est éteinte avec Marie Armandine Descorrailles, épouse Rouzaud, née en 1855 à Bordeaux, décédée entre 1937 et 1940 à Marseille.
Branche éteinte.

### Branche de Chanterelle
Jean de Scorraille, décédé en 1680, se remaria en 1644 avec Anne de Tautal, qui apporta le château de Chanterelle à leur descendance. La descendance de ce second mariage s'est éteinte, la dernière survivante fut Anna de Scorraille, décédée en 1993, elle-même fille du dernier survivant mâle, Maurice de Scorraille (1891-1970) à Anglars de Salers .
Branche éteinte.

## Alliances
Les principales alliances de la famille de Scorailles sont : de Castelnau-Bretenoux - de Comborn - de Rodez - de Saint-Chamans - de Seissan de Marignan - de Tournemire - de Salers - d'Alboy - de Grossaldet - de Montclar - de La Roche-Aymon - Poute de Puybaudet, de Dienne de Salignac- - de Saint-Christophe - de Montal - de Pestels - d'Humières - de Méallet - de Royères - de Ribier - de Sédières - d'Aubusson de La Feuillade - de Fontanges - de Boschâtel - de Giou - de Plas de Valon - d'Izarn de Freissinet - de Chabannes - de Chaslus - de Thianges - de Torcy - de Langeac - de Carbonnières - de Bourdon de Gramont - de Claviers - de Fouchier de Sainte-Fortunade - de Balaguier - de Pélamourgues - de Narbonne - de Merle - de Gausserand - de Moret - de Veyrières - de Calmont d'Olt - de Cussac - de Mauléon - de Lagardelle.

## Titres de noblesse
La branche aînée portait primitivement le titre de comptour de Scorailles.

## Armes
- D'azur à trois bandes d'or
- D'or, à trois bandes d'azur (branche de Saint-Chamant)

### Sources et bibliographie
- James Lowth Goldsmith, Les Salers et les d'Escorailles, seigneurs de Haute Auvergne : 1500-1789, traduit de l'anglais par Jacques L. Butin, thèse publiée par l'Institut d'études du Massif Central, Clermont-Ferrand, 1984.
- Raoul de Warren, Grand Armorial de France, tome VI, 1948, page 191, article : famille de Scorailles
- Hippolyte de Barrau, Documents historiques sur les familles et les hommes remarquables du Rouergues, tome 3, 1857, pages 67-72 : famille de Scoraille.
- Jean-Baptiste Bouillet, Nobiliaire d'Auvergne, 1843, pages 183-206 : famille de Scorailles.